# Quorthon
Thomas Börje Forsberg, más conocido como Quorthon (Estocolmo, 17 de febrero de 1966 - Ibidem, 3 de junio de 2004), fue un músico sueco. Fue el fundador de la influyente banda sueca, pionera del black metal, Bathory en 1983. También él fue creador del género conocido como viking metal. 
Además de ser multinstrumentista, fue el vocalista y compositor de las letras en todos los álbumes de Bathory.

## Biografía
Quorthon fundó Bathory en 1983, cuando tenía 17 años. Sus álbumes tuvieron una oscura calidad que muchas bandas de metal intentaron emular, y que vendría a caracterizar este género de música.
Quorthon pagó personalmente la producción del video musical de Bathory "One Rode to Asa Bay" de 1990.
En la década de 1990 tomó el control absoluto de Bathory. 
En 1993, Quorthon dejó Bathory de lado y publicó dos discos con el nombre de "Quorthon". El primero se llamó "Album" (publicado en 1994), y el segundo se llamó "Purity of Essence" (publicado en 1997). Estos dos álbumes estaban más orientados hacia el rock que hacia el estilo de Bathory. 
Mientras trabajaba en estos álbumes encontró una nueva inspiración para seguir componiendo música para Bathory.
Los siguientes álbumes de Bathory son de un estilo más cercano al thrash metal, a diferencia de los álbumes anteriores. En 1996 publicó Blood On Ice, un álbum conceptual, grabación en cuestión comenzó en 1989. Con este álbum, Bathory regresa al viking metal.
Quorthon fue encontrado muerto en su apartamento el 7 de junio de 2004, aparentemente por un ataque al corazón. Tenía 38 años. Fue enterrado en Gamla Enskede (al sur de Estocolmo) el 13 de julio del mismo año.

## Discografía

### Con Bathory
- Bathory (1984)
- The Return (1985)
- Under The Sign Of The Black Mark (1987)
- Blood Fire Death (1988)
- Hammerheart (1990)
- Twilight of the Gods (1991)
- Requiem (1994)
- Octagon (1995)
- Blood On Ice (1996)
- Destroyer Of Worlds (2001)
- Nordland I (2002)
- Nordland II (2003)

### En solitario
- Album (1994)
- Purity of Essence (1997)
- When Our Day Is Through EP (1997)